# Gewässersystem der Bracht
Gewässersystem der Bracht este o arie protejată (arie specială de conservare — SAC, sit de importanță comunitară — SCI) din Germania întinsă pe o suprafață de 53,74 ha, integral pe uscat.

## Localizare
Centrul sitului Gewässersystem der Bracht este situat la coordonatele 50°20′33″N 9°15′38″E / 50.3425°N 9.2606°E.

## Înființare
Situl Gewässersystem der Bracht a fost declarat sit de importanță comunitară în iunie 2000 pentru a proteja 2 specii de animale. Situl a fost protejat și ca arie specială de conservare în martie 2008.

## Biodiversitate
Situată în ecoregiunea continentală, aria protejată conține 1 habitat natural: Cursuri de apă de la nivel de câmpie la nivel montan, cu vegetație Ranunculion fluitantis și Callitricho-Batrachion.
La baza desemnării sitului se află mai multe specii protejate de  pești (2): cicar (Lampetra planeri), somonul (Salmo salar).